# Secretaría General Técnica del Ministerio de Universidades
La Secretaría General Técnica del Ministerio de Universidades fue el órgano directivo, adscrito a la Subsecretaría de Universidades, al que correspondió la asistencia técnico-administrativa de las autoridades del Ministerio, y que desempeñó las funciones sobre servicios comunes que se les atribuyan y, en todo caso, las relativas a la producción normativa, la asistencia jurídica y las publicaciones.

## Origen
Fue creada el 28 de enero de 2020. Se suprimió por Real Decreto 1009/2023, de 5 de diciembre.

## Estructura
La Secretaría General Técnica estuvo integrada por:
- La Vicesecretaría General Técnica, que se encargó de los asuntos preparatorios a tratar en los órganos de asistencia al Consejo de Ministros, así como prestaba asistencia jurídica a los órganos del Ministerio.
- La Subdirección General de Recursos y Relaciones con los Tribunales, que era responsable de todo lo concerniente a recursos administrativos contra actos del Departamento y las relaciones con la Administración de Justicia.